# Крекинг

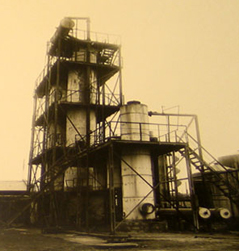
Установка термического крекинга В. Г. Шухова, Баку, СССР, 1934

Кре́кинг, крекирование, крекинг-процесс (англ. cracking, crack — расщеплять) — разложение нефтяных продуктов в специальных установках при температуре 450—550°С, во многих случаях с применением высокого давления и катализатора; при крекировании происходит расщепление тяжелых малоценных продуктов (мазута, солярового масла и др.) на более ценные продукты (бензин, газолин и др.) Крекинг — это высокотемпературная переработка нефти и её фракций с целью получения, как правило, продуктов меньшей молекулярной массы — моторного топлива, смазочных масел и т. п., а также сырья для химической и нефтехимической промышленности. Крекинг протекает с разрывом связей С—С и образованием свободных радикалов или карбанионов. Одновременно с разрывом связей С—С происходит дегидрирование, изомеризация, полимеризация и конденсация как промежуточных, так и исходных веществ. В результате последних двух процессов образуются т. н. крекинг-остаток (фракция с температурой кипения более 350 °C) и нефтяной кокс.
Первые научные исследования высокотемпературных превращений нефти принадлежат инженеру-химику А. А. Летнему, который впервые обнаружил, что при температуре выше 300°С тяжелые нефтяные остатки частично разлагаются на более легкие продукты — бензин, керосин, газы («Сухая перегонка битуминозных ископаемых», 1875). Это открытие легло в основу разработки крекинг-процесса. В 1877 году он впервые выделил из нефти ароматические углеводороды — бензол, толуол, ксилол, антрацен и др. и установил закономерности пиролиза нефти.
Первая в мире промышленная установка непрерывного термического крекинга нефти была создана и запатентована инженером В. Г. Шуховым и его помощником С. П. Гавриловым в 1891 году (патент Российской империи № 12926 от 27 ноября 1891 года). Была сделана экспериментальная установка. Научные и инженерные решения В. Г. Шухова повторены У. Бартоном при сооружении первой промышленной установки в США в 1915—1918 годах. Первые отечественные промышленные установки крекинга построены В. Г. Шуховым в 1934 году на заводе «Советский крекинг» в Баку.
Крекинг проводят нагреванием нефтяного сырья или одновременным воздействием на него высокой температуры и катализаторов.
- В первом случае процесс нагреванием нефтяного сырья применяют для получения:
  - бензинов (низкооктановые компоненты автомобильного топлива)
  - газойлевых (компоненты флотских мазутов, газотурбинных и печного топлива) фракций
  - высокоароматизированного нефтяного сырья в производстве технического углерода (сажи)
  - альфа-олефинов (термический крекинг)
  - котельных, автомобильных и дизельных топлива (висбрекинг)
  - нефтяного кокса
  - углеводородных газов, бензинов и керосино-газойлевых фракций
  - этилена, пропилена
  - ароматических углеводородов (пиролиз нефтяного сырья)
- Во втором случае процесс нагревания в присутствии катализаторов используют для получения:
  - базовых компонентов высокооктановых бензинов, газойлей, углеводородных газов (каталитический крекинг)
  - бензиновых фракций, реактивного и дизельного топлива, нефтяных масел,
  - сырья для процессов пиролиза нефтяных фракций и каталитического риформинга (гидрокрекинг).

Используют также другие виды пиролитического расщепления сырья, например процесс получения этилена и ацетилена действием электрического разряда в метане (электрокрекинг), осуществляемый при 1000—1300 °C и 0,14 МПа в течение 0,01—0,1 с.
Крекинг метана проходит в две стадии:
1. Промежуточный крекинг проходит под нагреванием и действием катализаторов; образуется этин (ацетилен) и водород:
2CH4 + Q → C2H2 + 3H2↑
2. Полное разложение на сажу и водород:
C2H2 + Q → 2C + H2↑